# Флаг Белорусской ССР
Флаг Белору́сской ССР (бел. Сцяг Беларускай ССР) — государственный символ Белорусской ССР. Автор флага – белорусский художник Николай Гусев.
В настоящее время независимой Беларусью применяется модификация последней редакции флага Белорусской ССР.

## История флага

### Вариации красного флага
1 января 1919 года был опубликован манифест, провозгласивший о создании Социалистической Советской Республики Белоруссия в составе РСФСР. 3 февраля 1919 года на первом съезде Советов БССР было объявлено постановление Президиума ВЦИК «О признании независимости Белорусской Социалистической Советской Республики» и принята первая конституция БССР, утвердившая герб и флаг БССР.

«Торговый и военный флаг С.С.Р.Б. состоит из полотнища красного (алого) цвета в левом углу которого, у древка наверху, помещены золотые буквы С.С.Р.Б. или надпись: Социалистическая Советская Республика Белоруссии».

На этом же съезде было принято решение о слиянии с Литовской (Советской) республикой, и после принятия аналогичного решения на первом съезде Советов Литвы, 27 февраля 1919 года была образована Литовско-Белорусская ССР (Литбел), просуществовавшая официально до 31 июля 1920 года (фактически прекратила существование 1 сентября 1919 года). Флагом объединённой республики стало красное полотнище.
30 декабря 1922 года БССР вошла в состав СССР. 11 апреля 1927 года, была принята новая Конституция БССР, утвердившая новый флаг.

«Государственный флаг Белорусской Социалистической Советской Республики состоит из красного или алого полотнища, в верхнем левом углу которого у древка помещены золотые буквы БССР».

Конституцией БССР, от 19 февраля 1937 года, на флаг были добавлены: символ союза рабочих и крестьян — серп и молот, и красная звезда.

«Государственный флаг Белорусской Советской Социалистической Республики состоит из красного полотнища с изображением на его верхнем углу у древка золотых серпа и молота и над ними — красной пятиконечной звезды, обрамлённой золотой каймой, а внизу серпа и молота золотые буквы — БССР. Отношение ширины к длине 1:2».

### Появление прообраза современного флага РБ
В 1945 году СССР, Белоруссия (БССР) и Украина (УССР) стали странами-учредительницами ООН. Так как их флаги почти ничем не отличались между собой и от флагов других советских республик, то было принято решение изменить флаги республик. 20 января 1947 года вышло Постановление Президиума Верховного Совета СССР «О государственных флагах союзных республик»:

Признать целесообразным внести изменения в действующие государственные флаги союзных республик с тем, чтобы государственный флаг союзной республики отражал идею союзного советского государства (помещение на флаге эмблемы СССР — серп и молот, пятиконечная звезда, сохранение красного цвета) и национальные особенности республики (введение кроме красного других цветов, порядок их расположения, включение национального орнамента).

На основании этого Постановления в 1951 году Академия наук БССР по поручению Верховного совета республики начала разработку флага. Фактически из всех флагов союзных республик только в нём был использован национальный орнамент, благодаря чему флаг смотрелся необычно и относительно выигрышно. Этот орнамент, вышитый крестьянкой Витебской губернии М. С. Маркевич (be:Матрона Сяргееўна Маркевіч) (в девичестве Кацер) в 1917 году и названный впоследствии «Восходящее солнце», был найден её братом искусствоведом М. С. Кацером в архивах Совета промысловой кооперации БССР и использован художником Михаилом Ивановичем Гусевым.
25 декабря 1951 года Указом Президиума Верховного совета БССР «О государственном флаге Белорусской ССР» новый флаг был утверждён. 8 мая 1956 года вышло «Положение о государственном флаге Белорусской ССР», согласно которому:

«Государственный флаг Белорусской Советской Социалистической Республики является символом государственного суверенитета Белорусской ССР, добровольного объединения Белорусской ССР с другими равноправными республиками в братский Союз Советских Социалистических Республик и нерушимого союза рабочих и крестьян в борьбе за построение коммунистического общества».

Этим же Положением было дано следующее описание флага:

«Государственный флаг Белорусской ССР представляет собой полотнище, состоящее из двух горизонтально расположенных цветных полос: верхней красного цвета, составляющей две трети ширины, и нижней зелёного цвета, составляющей одну треть ширины флага, с изображением на верхнем левом углу красной полосы золотых серпа и молота и над ними красной пятиконечной звезды, обрамлённой золотой каймой. У древка вертикально расположен белорусский национальный орнамент белого цвета на красном поле, составляющем 1/9 длины флага. Отношение ширины к длине 1:2. 

Серп и молот вписываются в квадрат, сторона которого равна 1/6 ширины флага. Острый конец серпа приходится посередине верхней стороны квадрата, рукоятки серпа и молота упираются в нижние углы квадрата. Длина молота с рукояткой составляет 3/4 диагонали квадрата. Пятиконечная звезда вписывается в окружность диаметром 1/12 ширины флага, касающуюся верхней стороны квадрата. Расстояние вертикальной оси звезды, серпа и молота от древка равняется 1/2 ширины флага. Расстояние от верхней кромки флага до центра звезды — 1/8 ширины флага».

С 19 сентября 1991 года флагом Беларуси стал бело-красно-белый флаг. 7 июня 1995 года по результатам референдума был восстановлен флаг Белорусской ССР (с небольшими изменениями). Современный флаг следует образцу флага Белорусской ССР, из которого были удалены советские символы — серп, молот и звезда, а орнамент изображён красным на белом фоне (на флаге Белорусской ССР орнамент был белым на красном фоне).

## Имя автора флага БССР
В связи с политическими событиями в Беларуси и акциями протеста 2020—2021 годов, в сети интернет возникли споры относительно имени автора флага Белорусской ССР, которого ряд источников обвиняет в сотрудничестве с нацистами в годы Великой Отечественной войны.
Об авторах флага БССР долгое время ничего известно не было. Имена его создателей, Николая Ивановича Гусева (1899—1965) и Михаила Сергеевича Кацера (1906—1995), стали известны общественности только в 1989 году, когда сам Кацер в статье, опубликованной в журнале «Политический собеседник» рассказал:
В 1951 году меня пригласил к себе Президент АН БССР М. И. Гращенков и сообщил, что Верховный Совет БССР поручил академии составить эскиз нового флага БССР и что выполнение этого задания поручается сектору изобразительного искусства АН БССР. Была поставлена задача: надо внести в существующий флаг БССР такие детали, чтобы он отличался от флагов других республик, чтобы новый флаг глубже отображал наши национальные особенности, полнее раскрывал социальные и исторические условия жизни белорусского народа. С этого дня начались интенсивные поиски необходимого материала. Были просмотрены старые гербовники, прочитаны книги, изучены фонды белорусских архивов и музеев. Наконец, в заброшенном довоенном архиве Белпромсовета был найден рисунок орнаментального узора, вышитого на полотенце крестьянкой Матреной Маркевич из д. Костелище Ульяновского сельского Совета Сенненского района. Назывался этот орнаментальный узор: „Восходящее солнце". Год создания - 1917
Что же касается второго создателя флага — Николая Ивановича Гусева, то его имя было озвучено заместителем начальника Главного архивного управления при Совете Министров БССР А. Н. Михальченко в ходе состоявшегося в 1989 году круглого стола в Академии наук БССР:
Сегодня мало кто знает имя автора эскиза нашего нынешнего флага. Это произошло потому, что Президиум Верховного Совета БССР в 1951 году, когда был объявлен конкурс на новый флаг, кроме указа, в архивах ничего не оставил. Мы вели поиск и уточнили, что автором нынешнего флага является Гусев Николай Иванович - художник. В этом году ему было бы 90 лет.
Информация о неком Михаиле Ивановиче Гусеве, который теперь во многих литературных источниках, а так же в СМИ, особенно государственных, называется настоящим автором флага, впервые была приведена в книге А. Н. Басова и И. М. Куркова «Флагі Беларусі ўчора і сёння», вышедшей в 1994 году. Именно на нее впоследствии стали ссылаться другие исследователи. Этой же точки зрения придерживаются провластные белорусские деятели. Однако в некоторых авторитетных источниках автором называется именно Николай Гусев.
Сам же А. Н. Басов сообщил в 2020 году журналистам, что в той книге была допущена ошибка (в связи с неправильным переводом имени живописца с русского на белорусский язык), и в качестве автора флага БССР 1951 года, действительно, имелся в виду именно художник Николай Гусев. В Белорусском государственном архиве литературы и искусств имеется архивный фонд художника Николая Гусева. А вот какая-либо информация о существовании художника Михаила Ивановича Гусева в известных источниках отсутствует.
Депутат Палаты представителей и член Компартии Беларуси Сергей Клишевич без указания источников настаивает на том, что художники Михаил Гусев и Николай Гусев жили в период создания флага БССР, и не считает, что рисование Гусевым во время оккупации портретов Гитлера является сотрудничеством с нацистами.

## Галерея

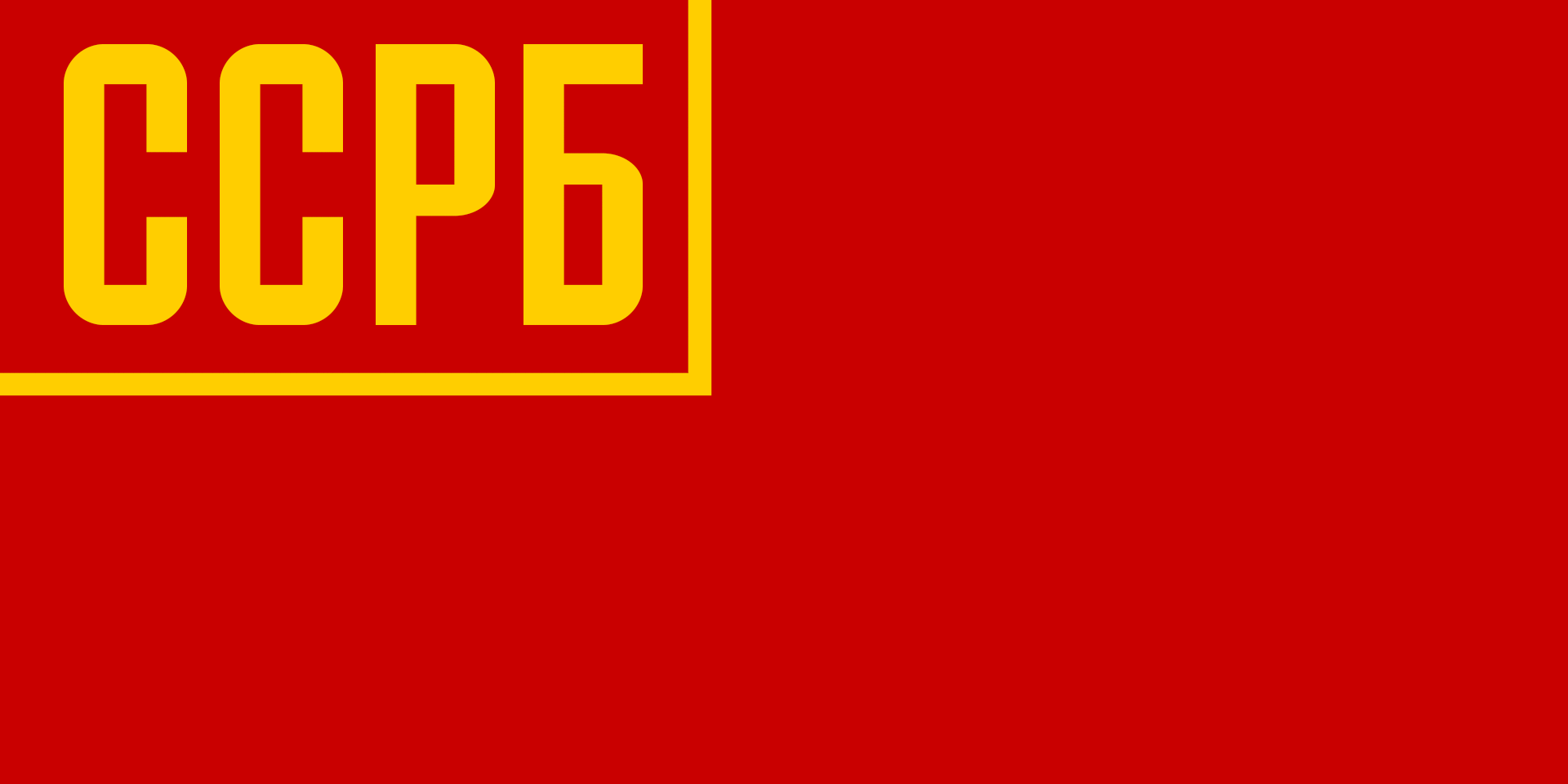
Флаг ССРБ 3 февраля 1919 год — 11 апреля 1927 год
Флаг Литбела 27 февраля 1919 год — 1 сентября 1919 год
Флаг БССР 11 апреля 1927 год — 19 февраля 1937 год
Флаг БССР 19 февраля 1937 год — 25 декабря 1951 год
Флаг БССР 25 декабря 1951 год — 19 сентября 1991 год